# Psychotria vogeliana
Psychotria vogeliana är en måreväxtart som beskrevs av George Bentham. Psychotria vogeliana ingår i släktet Psychotria och familjen måreväxter. Inga underarter finns listade i Catalogue of Life.